# Amiserica omeiensis
Amiserica omeiensis är en skalbaggsart som beskrevs av Ahrens 2003. Amiserica omeiensis ingår i släktet Amiserica och familjen Melolonthidae. Inga underarter finns listade i Catalogue of Life.